# Sørlandssenteret
Le Sørlandssenteret est le plus grand centre commercial du Sørlandet, dans le Sud de la Norvège.